# Червенков, Георгий
Георгий Червенков (род. 15 октября 1947) — болгарский самбист и спортивный функционер, бронзовый призёр чемпионатов Европы 1972 и 1974 годов, серебряный (1974) и бронзовый (1979) призёр чемпионатов мира, призёр международных турниров. Выступал в первой средней (до 82 кг) и второй средней (до 90 кг) весовой категории. Представлял спортивный клуб «Локомотив» (София). Работал членом правления Ассоциации болгарских самбистов.